# Gesztus

USA toborzóplakát az első világháború idejéből

A gesztus a metakommunikáció egyik fajtája. Magában foglalja a fej, a kar és a láb mozgását. Lehet szándék nélküli, de szándékos is. A gesztusokat viszonylag könnyű tudatosan irányítani; ezek egy része, mint a bólogatás, a fejrázás, az integetés, egyezményes jelekké alakul át. Ugyanakkor e jelek jelentése sokszor kultúraspecifikus.
A gesztusok lehetőséget adnak arra, hogy az emberek befolyásolni tudják a kommunikáció folyamatát. Így például képesek változtatni a beszélgetés sebességét, vagy jelezni, ha zavar keletkezik a kommunikációban. A gesztusok szándék nélküli fajtái kifejezhetnek belső feszültséget, érzelmet, gondolatokat, de akár a hazugságok leleplezésére is módot adhatnak. Ilyen jel például a kézremegés, ujjtördelés, de olyan mozdulatok is léteznek, amiknek specifikusabb értelmezésük van: ilyen például a karikagyűrűvel való játszadozás.
A gesztusok öt típusba sorolhatók:
- érzelmi állapotot, érzelmi megnyilvánulást, emberi viszonyulást kifejezők;
- a beszéd ritmusát követők, a szóbeli közlés megnyilatkozásait erősítők, illetve ellenpontozók;
- valamit illusztrálók, jelképezők;
- irányítók;
- a szóbeli közlést helyettesítő, szó nélkül érthető jelentésű gesztusok (szignálok, emblémák).

## Érzelmi állapotot, érzelmi megnyilvánulást, emberi viszonyulást kifejezők
Gyakran ezek által jelenik meg a szorongás, a frusztráció, de akár a nyugalom, a megfontoltság jelzői is lehetnek. Általában olyan érzelmeket, állapotokat jelenítenek meg, amik nincsenek közvetlen kapcsolatban az adott kommunikációval, és nem tartoznak szorosan a verbális közléshez. Ezekben a mozgásokban kevés a verbális közlés tartalmára, mondandójára vonatkozó információ. A „céltalannak” tekinthető kézmozgások rendszerint valamilyen lelkiállapot – szorongás, feszültség, elgondolkodás, döbbenet stb. – jelének tekinthetők.
Szorongást jelenthetnek például: apró, cselekvést csak utánzó mozgások, körömrágás, ruhaigazgatás, ujjtördelés. A szájhoz emelt kéz, főleg gyerekeknél, a hazugság jele lehet. Az arc nagyobb részének eltakarása a nemtetszés vagy az unalom, megvetés jele lehet.

## A beszéd ritmusát követők, a szóbeli közlést megvilágítók, erősítők, illetve ellenpontozók
A beszédet kísérő gesztusok, főleg a kar, a kézfejek mozgásai követik a beszéd menetét, olykor visszaadják a beszéd ritmusát, vagy nyomatékosítják bizonyos részeit. Segítik az információ megértését, megakadályozzák, hogy beleszóljanak a szavunkba, vagy akár megállítják a partnert a beszédében. Ezeknek a mozdulatoknak az információtartalma rendszerint beleolvad a verbális közlésbe. Ezek a gesztusok többnyire ösztönösek, de felhasználásuk gyakran tudatos, akaratlagos.

## Valamit illusztrálók, jelképezők
Ezek által többnyire próbáljuk képszerűbbé tenni a szóbeli kifejezést, illetve megmagyarázni a kevésbé érthető információkat. Jellemző az irányok, méretek, alakzatok mutatása, de akár a beszéd témájára való rámutatás is ide tartozik.

## Irányítók
Az utasítást, felszólítást, parancsot kifejező, kommunikációt szervező gesztusokkal sokszor verbális közlés nélkül, csak mozdulatokkal igyekszünk intézkedni, eseményeket korrigálni. Ilyen az intés és a leintés, és ilyenek a hívásra, küldésre, tiltásra, elutasításra, kérésre, illetve a leülésre, felállásra, haladásra, megállásra stb. utaló kéz- és karmozdulatok.

## A szóbeli közlést helyettesítő, szó nélkül érthető jelentésű gesztusok (szignálok, emblémák)
Sokszor a verbális közlés helyett vagy azzal egyenrangúan adnak információt. Leggyakrabban akkor használunk ilyet, ha a verbális közlés gátolva van, vagy lehetetlen. A kommunikáció auditív csatornáján használatos szignálok és a vizuális csatornán működő emblémák jelentése rögzített. Használatuk kulturális, nyelvi és etnikai határokhoz kötött, vagyis jellemzően nem nemzetközi.